# Gilberginsel

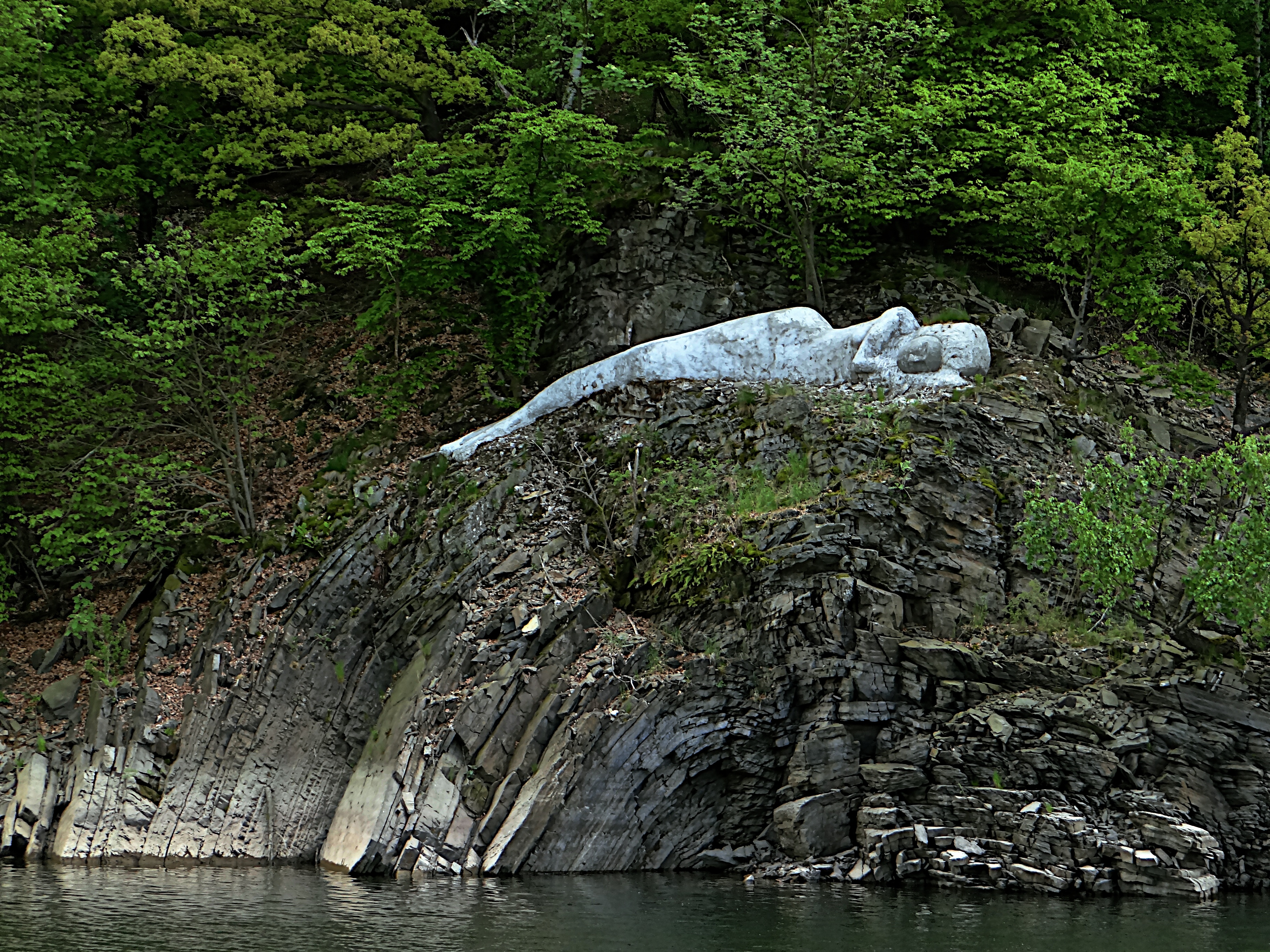
Skulptur „Attania“ von Friedrich Freiburg auf der Gilberginsel

Die Gilberginsel ist eine Insel im Biggesee, einem Stausee in Nordrhein-Westfalen (Deutschland). Die unbewohnte Insel entstand nach Flutung des Biggesees, als die bewaldete Hügelkuppe durch eine schmale Wasserfläche vom Ufer getrennt wurde. Die Gilberginsel wurde von der Bezirksregierung Arnsberg 1983 als Naturschutzgebiet (NSG) mit einer Größe von 96,45 ha ausgewiesen. Diese Ausweisung wurde 2013 vom Kreistag des Kreises Olpe mit dem Landschaftsplan Nr.1 Biggetalsperre - Listertalsperre erneuert. Im Süden grenzt teilweise direkt das Naturschutzgebiet Waldenburg an.

## Geographische Lage
Die Gilberginsel liegt im Nordteil des von der Bigge durchflossenen Biggesees, der sich im Naturpark Ebbegebirge befindet. Der Staudamm steht rund 1,5 km nordnordöstlich der Insel, die Stadt Attendorn ist in dieser Richtung etwa 3,5 km entfernt. 

## Zahlen und Daten
Die Gilberginsel hat eine Fläche von etwa 0,34 km². Ihre höchste Stelle liegt auf 360 m ü. NN, was 52,5 m Höhe über dem Seeniveau bei Vollstau auf 307,5 m ü. NN entspricht. Die Insel bildet zusammen mit der umgebenden Wasserfläche und der benachbarten Uferregion ein Naturschutzgebiet von 94 ha Größe und ist damit das größte der 15 Naturschutzgebiete Attendorns.

## Fauna und Flora
Bewachsen ist die Gilberginsel vor allem mit Fichten, nur ein kleiner Teil mit Laubwald aus Eichen und Birken. Die Umwandlung des Fichtenforsts in Laubwald ist eine naturschutzfachlich angestrebte Maßnahme. Zum Ufer hin gibt es einen schmalen Streifen, der vom Rohrglanzgras dominiert wird (Pflanzengesellschaft Phalaridetum arundinaceae), stellenweise auch von der Scharfen Segge (Pflanzengesellschaft Caricetum gracilis). Je nach Wasserstand des Stausees entsteht am Ufer ein Kiesstreifen, der von einjährigen Pflanzen besiedelt wird. Am westlichen Ufer der Insel befindet sich ein mit Flechten und Moosen bewachsener Silikatfelsen.
Für verschiedene Wasservögel ist die Insel ein Nahrungs- und Durchzugsbiotop. Im Fichtenwald brütet eine große Kolonie des Graureihers und des Kormorans. Die Insel ist das einzig bekannte Brutgebiet des Schwarzmilans im Kreis Olpe. Wegen der dort brütenden und rastenden Vögel wird die Insel im Volksmund einfach Vogelinsel genannt. Um die Tiere ungestört zu lassen, wird sie von den Ausflugsschiffen nicht angesteuert.

## Schutzzwecke das Naturschutzgebiet Gilberginsel
Laut Datenbank der LANUV erfolgte die Ausweisung:
- „Zur Erhaltung, Entwicklung oder Wiederherstellung von Lebensstätten, Biotopen und Lebensgemeinschaften bestimmter wildlebender Tier- und Pflanzenarten, insbesondere des Gewässer- und Uferbereiches des Biggesees mit Ufervegetation und Gehölzbeständen als Lebensraum für Wasservögel und als Rastplatz für Zugvögel sowie als Standort seltener Pflanzenbestände,“
- „zur Sicherung als Kernfläche im Biotopverbund,“
- „aus wissenschaftlichen, naturgeschichtlichen und landeskundlichen Gründen, insbesondere zur Erhaltung der schutzwürdigen Böden: Böden mit einem hohen bis sehr hohen Biotopentwicklungspotential (z. B. Typischer Ranker, Typische Braunerde) und“
- „wegen der Seltenheit und besonderen Eigenart des Gebietes mit der einzigen Insel des Biggesees.“